# NGC 5625
NGC 5625 é uma galáxia espiral na direção da constelação de Boötes. O objeto foi descoberto pelo astrônomo John Herschel em 1827, usando um telescópio refletor com abertura de 18,7 polegadas. Devido a sua moderada magnitude aparente (+14), é visível apenas com telescópios amadores ou com equipamentos superiores.